# 開關電容
開關電容（Switched capacitor）是一種實現濾波功能的電子器件，它的原理是在開關電路時，使電荷反覆移入移出電容器。通常，非重疊信號用於控制開關，因此並非所有開關同時閉合。使用這些元件實現的濾波器稱為“開關電容濾波器”，僅取決於電容之間的比率。這使得它們更適合在集成電路中使用，因為精確的電阻和電容器並不經濟。